# メチロシナス属
メチロシナス属（Methylosinus）はプロテオバクテリア門アルファプロテオバクテリア綱ヒフォミクロビウム目メチロシスティス科の属の一つである。

## 概要
"Methylosinus"は、新ラテン語で「メチル基」を意味する名詞"methylo"と、「曲げること」を意味する名詞"sinus"を組み合わせた造語である。幅0.5～1.0μm且つ長さ1.5～3.0μmの洋ナシ形又はビブリオ様の細胞を持つグラム陰性菌である。対数増殖期にロゼットを形成する。ロゼットを構成してしないとき、極鞭毛の房によって運動性を持つ。鞭毛の無い細胞極から、熱や乾燥に強い外生胞子を出芽させることによって主に増殖する。細胞はカプセル化されているが、ポリリン酸を蓄積しない。タイプII細胞質内膜が、細胞壁に平行になるよう配置されている。細胞はラウリル硫酸ナトリウムによって溶解されない。生育条件は温度20～37℃且つpH 5.5～9.0で、最適条件は約30℃且つpH6.5～7.0である。40℃を超える温度では生育しない。有機成長因子と塩化ナトリウムは必須ではない。偏性好気性化学従属栄養生物で、グループIIメチル栄養細菌である。セリントランスヒドロキシメチラーゼ経路を介したCx化合物を絶対利用する（いわゆる偏性メチロトローフ）。C-C結合を持つ化合物を炭素源及びエネルギー源とすることはできない。栄養寒天培地などの複雑な有機化合物の培地では生育しない。グループIメチル栄養細菌とは異なり、CO2固定のためのカルビン・ベンソン回路を持たないが、完全なトリカルボン酸サイクルを持つ。耐気性ニトロゲナーゼによる窒素固定能を持つ。オキシダーゼ及びカタラーゼ陽性である。独立栄養生物としてふるまうこと、脱窒すること、又は硝酸塩を亜硝酸塩に還元することはできない。主要なリン脂質脂肪酸（PFLA）は18:lo>8cである。主要なキノンはユビキノン8である。DNAのGC含量は63～67mol%である。

## 種

### メチロシナス・トリコスポリウム（Methylosinus trichosporium）
"trichosporium"は、ギリシャ語で「髪」を意味する名詞"trix"と、ラテン語で「胞子」を意味する名詞"spora"を組み合わせた造語であり、「髪のような胞子」を意味する。細胞は洋ナシ形で、幅0.5～1.5μm、長さ2.0～3.0μmである。鞭毛の無い細胞末端から外生胞子を出芽することにより、太った感嘆符（！）のように細胞は見える。NMS寒天培地で培養したコロニーは不透明な白色又は淡黄色の円形で、滑らかな表面を持ち、凸状で低く、バター状で粘りを持つ。外界への拡散性の色素は分泌しない。ウレアーゼとホスファターゼの生成能を持ち、エスクリンの加水分解能を持たない。亜セレン酸ナトリウム（Na2SeO3）とトリフェニルテトラゾリウムクロライド（TCC）の還元能を持たない。メタンとメタノールはこの細菌の唯一の炭素源且つエネルギー源として唯一知られている。DNAのGC含量は63mol%(rf)である。タイプ株はNCIMB 11131(= OB3b、= ACM 3311、= IMET 10543、= ATCC 35070)である。この株の16S rRNA遺伝子配列のGenBank/EMBL/DDBJアクセッション番号はY18947である。

### メチロシナス・スポリウム（Methylosinus sporium）
"sporium"は、新ラテン語で「胞子菌」を意味する名詞である。ビブリオ様又は桿状で、幅0.5～1.0μm、長さ1.5～3.0μmである。NMS寒天培地で培養したコロニーは不透明な淡黄色又は黄褐色の円形で、滑らかな表面を持ち、凸状で低く、バター状で粘りを持つ。拡散性の褐色色素を分泌することもある。ウレアーゼとホスファターゼの生成能を持ち、エスクリンの加水分解能を持たない。亜セレン酸ナトリウム（Na2SeO3）とトリフェニルテトラゾリウムクロライド（TCC）の還元能を持たない。メタンとメタノールはこの細菌の唯一の炭素源且つエネルギー源として唯一知られている。DNAのGC含量は65～67mol%である。タイプ株はNCIMB 11126(= ACM 3306、= ATCC 35069)である。この株の16S rRNA遺伝子配列のGenBank/EMBL/DDBJアクセッション番号はY18946である。

## 歴史
- 1993年に、メタン栄養細菌の分類体系の大規模な調査によりメチロシナス・トリコスポリウム（Methylosinus trichosporium）とメチロシナス・スポリウム（Methylosinus sporium）が発見されたことが報告され、新属としてメチロシナス属とメチロシスティス属（Methylocystis）が提案された[1]。